# Gothic III
Gothic 3 è un videogioco di ruolo sviluppato da Piranha Bytes e pubblicato da JoWooD il 13 ottobre 2006. È il terzo capitolo della serie di Gothic.
In Germania, Gothic III ha registrato 100 000 copie vendute nella sola prima settimana dalla messa in commercio.
In questo capitolo il giocatore trova il regno di Myrtana invaso da un esercito di orchi. Ormai distrutto, il regno è nelle loro mani e i sopravvissuti della guerra sono ridotti in schiavitù, anche la capitale è caduta e solo il castello ancora resiste, difeso da un manipolo di paladini condotti da Re Robar II. Ma c'è ancora una speranza: alcuni uomini si sono ribellati, rifugiandosi nelle foreste dando vita alla Resistenza, pronta a insorgere contro la tirannia orchesca.
Il giocatore può scegliere se unirsi agli orchi, ai Realisti ribelli o agli Hashishin, e, conseguentemente, scegliere chi far prevalere.

## Trama
La trama di Gothic 3 continua da dove è stata lasciata nel precedente capitolo; l'eroe e i suoi compagni, in viaggio sulla nave dei paladini (l'"Esmeralda"), approdano finalmente a Myrtana. Il gioco comincia quindi in un piccolo villaggio sulla costa di Myrtana, "Ardea", dove l'eroe e i suoi compagni della colonia (Diego, Gorn, Lester e Milten) dovranno affrontare degli orchi che hanno invaso il villaggio e schiavizzato i suoi abitanti. Si viene quindi a sapere che la guerra è stata vinta dagli orchi comandati da Kan e che ormai tutto il continente (tranne la capitale) è stato da loro occupato e che Xardas (il nostro vecchio mentore e negromante), grazie al potere di Beliar, dio dell'oscurità, ha assorbito la magia delle rune magiche dentro una pietra focalizzatrice, privando quindi i paladini e i maghi della magia, necessaria per sconfiggere gli orchi.
In questo panorama disperato per la razza umana, molti sono stati schiavizzati mentre altri umani sono rimasti fedeli al re Rhobar II e si sono rifugiati nelle terre selvagge dando inizio ad un movimento ribelle nel tentativo di riprendersi le città perdute. Un'altra parte degli uomini ha abbracciato la mentalità degli orchi e rinnegato il re, entrando al loro servizio come mercenari. Contemporaneamente, nel deserto del Varant, gli Hashishin guidati da Zuben, potente servo di Beliar, dominano incontrastati la regione lavorando come cacciatori, maghi e mercanti di schiavi, affrontando ciò che resta del popolo dei nomadi e dei maghi dell'Acqua, loro guide spirituali. Nel Nordmar invece, i clan dei barbari resistono furiosamente e con tenacia agli orchi, che cercano di scacciare in ogni modo dalla terra dei loro antenati.
Più la trama andrà avanti, più si delineerà la necessità di trovare i perduti artefatti di Adanos, oggetti leggendari nascosti nei templi degli antichi, fondamentali per il protagonista per poter scegliere che parti prendere nella guerra degli dei, e decidere in tale modo quale razza soverchierà le altre e dominerà il mondo di Myrtana.
Primo finale: inteso come il finale buono, l'eroe sceglie di combattere per il dio degli umani Innos, a cui sacrifica i 5 artefatti di Adanos. Lo stesso dio gli dona una spada fiammeggiante con l'ordine di liberare Myrtana dal dominio degli orchi uccidendo tutti i loro capi, liberare il deserto dal dominio degli Hashishin eliminando Zuben e infine di ridare la magia ai paladini grazie ai 12 calici di fuoco raccolti durante il viaggio.
Secondo finale: inteso come il finale cattivo, l'eroe decide di sottomettersi al dio oscuro Beliar, a cui sacrifica i 5 artefatti di Adanos. Il dio gli comanda quindi di compiere la sua vendetta verso Xardas, colpevole di aver usato il suo potere, uccidendo tutti i capi degli orchi, colpevoli di non seguire più il suo richiamo, uccidere Zuben in quanto aveva adempiuto al suo dovere, ed eliminare re Rhobar II in quanto devoto servo di Innos.
Terzo finale: inteso come il finale neutrale, l'eroe sceglie di non schierarsi con nessuna delle parti ma, su consiglio di Xardas, decide di raccogliere i 5 artefatti di Adanos e distruggerli nella fornace magica del Clan del Martello di Nordmar e racchiudere il loro potere nella pietra focalizzatrice del mago oscuro, per poi portargli il Bastone dell'Eterno Vagabondo e lo Scettro del Varant, due mistici oggetti appartenenti rispettivamente a Zuben e Rhobar. Dopodiché Xardas rivelerà l'esistenza di un portale di pietra che conduce nelle terre ignote, al di là di Myrtana. Usando la pietra, Xardas e l'eroe daranno abbastanza energia al portale per poter funzionare e trasportarli nelle terre ignote, lasciando al protagonista la scelta di fuggire dal destino di Giudice della guerra degli dei.

## Modalità di gioco
Il giocatore interpreta il suo PG (personaggio) e deve fargli sviluppare varie abilità tra cui l'alchimia (creare pozioni), il forgiare armi, lo scuoiare, l'uso delle armi a una mano e a due mani, l'utilizzo dell'arco e della balestra, le capacità mentali e il mondo del borseggio e della furtività.
In questo capitolo è stata aggiunta come nuova caratteristica del personaggio la "reputazione": nei villaggi il giocatore dovrà essere "famoso", per riuscire ad accedere a determinate parti della città e quindi a eventuali quest.
Altre novità che caratterizzano questo capitolo sono la presenza di nuovi animali e bestie e della possibilità di far utilizzare al nostro eroe gli scudi e gli elmi, sebbene questi ultimi non siano facili da trovare all'interno del gioco.
Un'altra innovazione molto più scenica e in certi casi utile, è l'IA (intelligenza artificiale) degli animali: girando per il regno non è infatti difficile trovare branchi di cervi, lupi, bisonti e altre creature, e in molti casi si possono vedere lupi che attaccano saprofagi o altri animali. Ma non solo: a volte si può assistere a delle vere e proprie lotte tra orchi e animali selvatici.
Il gioco ha ricevuto critiche alla data di pubblicazione a causa dei requisiti di sistema eccessivi e dei bug, sia tecnici che di gameplay, che ne compromettevano l'esperienza di gioco su alcuni sistemi, facendo sembrare Gothic 3 un prodotto non finito. Molti dei fan storici della serie Gothic sono rimasti delusi da questo capitolo, ritenendolo non all'altezza dei capitoli precedenti, o comunque destinato a un pubblico differente da quello storico della serie. Queste e altre difficoltà hanno portato alla separazione del distributore del gioco, Jowood, dal team di sviluppo Piranha Bites.
Ma attraverso le varie patch il gioco ha tolto gran parte dei bug e quindi molte critiche.

## Ambientazione
Il mondo di Gothic III è diviso in tre grandi regioni:
Myrtana: è una regione temperata situata nel centro del mondo di gioco; vasta e frastagliata di monti e foreste, popolate dagli animali e dalle creature più disparate. Ogni città che sorge in questa regione è sotto il dominio degli orchi, con l'eccezione della vecchia capitale, ancora in fase di battaglia. Nei boschi più fitti si possono trovare anche gli ultimi Ranger rimasti a Myrtana, guidati dai druidi.
- Ardea: piccola cittadina portuale situata a ridosso di una scogliera. Vi si trova un faro poco distante. Nel bosco di fronte si può trovare il campo ribelle di Reddock, unico vero insediamento degli umani liberi sulla costa.
- Capo Dun: città situata sul fianco di una parete rocciosa, arroccata sulla scogliera. È governata dal capo orco Uruk.
- Montera: grossa città commerciale, divisa nei quartieri bassi controllati dai mercenari e dal cortile del castello, sorvegliato solo da orchi, il cui capo è Varek. All'interno della città si trovava anche un tempio, distrutto durante l'assedio. Poco lontano dalle mura si trovano fattorie e allevamenti. Nelle terre selvagge sui monti poco distanti si trova il grande campo ribelle di Okara.
- Gotha: prima della guerra, Gotha era una fiorente città e fortezza, quartier generale dei paladini del re. Ora è ridotta in rovina a causa dell'assedio orchesco e del demone che ivi abita. Poco lontano dal castello si trova una guarnigione di orchi.
- Trelis: fortezza situata a ridosso del passo che conduce a Varant, è di un'importanza strategica fondamentale, in quanto sorveglia il deserto e chiunque vi arrivi. Il consiglio di guerra capitanato dal capo orco Vak gestisce qui i rapporti con gli Hashishin. Attorno alla fortezza sono presenti fattorie che pagano un cospicuo affitto agli orchi. Poco distante si trova anche uno dei templi degli antichi, dove era presente un artefatto divino di Adanos. Sulle colline distanti dalla città è situato il grande campo ribelle di Nemora.
- Geldern: caposaldo del commercio, Geldern è una grossa città in cui si riuniscono tutti i commercianti di artefatti. I mercenari entrano al servizio degli orchi sciamani che hanno occupato il tempio, dove il leader Grok conduce ricerche sui druidi e i calici di fuoco nel tentativo di debellare la minaccia di entrambi. Contemporaneamente gli sciamani richiedono oro, artefatti, minerale magico e zolfo, estratti dalle miniere attorno alla città, che devono necessariamente essere produttive.
- Silden: città situata nella campagna vicino alle grandi cascate, governata dal capo orco Umbrak e dal suo fido consigliere Grompel. Basata sulla pesca e sulla legna da ardere, Silden è anche un importante ritrovo di cacciatori in quanto nelle pianure vicine si possono trovare molti tipi di bestie e selvaggina. Poco lontano dalla città si trova un disorganizzato campo ribelle senza nome.
- Faring: caposaldo dell'occupazione degli orchi, Faring è una grossa città situata su uno dei passi che portano a Nordmar. La gilda dei cacciatori locale compie spedizioni periodiche nelle terre ghiacciate. Molti gladiatori vengono a Faring per potersi misurare nell'arena della città. Kan, il capo degli orchi, domina da qui la sua espansione con il pugno di ferro.
- Vengard : un tempo fiorente capitale del regno degli umani, ora ridotta ad un cumulo di macerie per il devastante assedio subito. Vengard è completamente circondata da una barriera di colore blu che ferisce chiunque tenti di avvicinarsi, magia compiuta in modo disperato per tentare di salvare la città. Dentro alla città sopravvivono giusto il tempio di Innos, difeso da un manipolo di disperati guerrieri e la più organizzata sala del trono, in cui Rhobar II, campione di Innos, tenta ancora di portare le sue truppe alla vittoria. Fuori dalla barriera, un massivo esercito di orchi attende che la magia svanisca.

Varant: il Varant è la più vasta regione del gioco ed è un immenso deserto di sabbia costituito da dune. In questo ambiente estremo gli Hashishin, popolo di brutali guerrieri adoratori di Beliar spadroneggiano in tutti i territori. Alleatisi con gli orchi, gli Hashishin conducono un prolifico commercio di artefatti e schiavi. Oltre a questo aiutano gli orchi ad aprire i templi degli antichi, per poter reclamare le reliquie divine al loro interno. Così facendo hanno risvegliato i non morti periti anni prima. In questo momento di stallo, la popolazione dei nomadi, guidati dai maghi dell'acqua, tenta di rovesciare il dominio Hashishin con azioni di guerriglia.
- Braga: Piccola cittadina situata appena prima del passo che porta a Myrtana, è governata dal mago nero Nafalem.
- Ben Erai: Città situata a ridosso di una grande miniera d'oro.
- Lago: Piccolo insediamento trasformato in una coltivazione di Erba di palude.
- Mora Sul: Enorme città governata dal mercante Gonzales, l'uomo più ricco del deserto. Si trova al suo interno una grossa arena molto nota nel deserto e a Myrtana, una via mercantile dove gli artefatti provenienti da tutto il mondo vengono venduti e poco fuori dalla città, nelle rovine degli antichi, il tempio ancora semisepolto dalla sabbia, dove si trova un artefatto divino.
- Ben Sala: cittadina sull'orlo della rovina per colpa dell'apertura del suo tempio, che ha scatenato un'invasione di non morti che minacciano i suoi confini.
- Bakaresh: centro religioso del culto di Beliar, dove si trova il dio stesso capace di parlare tramite un reliquiario. Oltre al massivo tempio, si trova anche un'arena.
- Ishtar: sede centrale del potere degli Hashishin, il palazzo di Zuben, servitore di Beliar e capo degli Hashishin, si trova qui. Oltre a questo, nella città si insegna da sempre il combattimento a due lame e l'addestramento dei maghi neri.

Nordmar: sebbene sia la regione più piccola del gioco, Nordmar è anche la più pericolosa in quanto piena di crepacci e dirupi, labirintica e caotica. In più si trovano moltissime bestie pericolose ad ogni angolo. In questo clima duro, i clan dei barbari resistono con tenacia al dominio degli orchi, cacciandoli attivamente in grossi gruppi di sterminatori. Gli orchi presenti nella regione attaccano a vista qualsiasi umano vedano. Nella regione sono presenti anche 6 tombe ancestrali, appartenenti a guerrieri leggendari.
- Clan del lupo: un clan dedito principalmente alla caccia, ha dalla sua i migliori arcieri del mondo. il capoclan è Grim. Xardas li conosce personalmente e si è fermato da loro durante il suo viaggio.
- Clan del martello: fiero clan di forgiatori leggendari, possiedono un'enorme fucina dove forgiano spade direttamente dalla lava. Il capoclan Tjalf manda spesso in ricognizione molti minatori.
- Clan del fuoco: clan molto devoto ad Innos, possiede i migliori combattenti al mondo, tra cui si annoverano principalmente sterminatori di orchi. Sono molto legati alla loro fede e alle loro tradizioni. Il capoclan Kerth si occupa di distribuire gruppi di cacciatori di orchi e di proteggere le tombe ancestrali.
- Monastero di Innos: monastero difficilmente raggiungibile a causa della sua posizione impervia, è il luogo di culto e di rifugio dei maghi del fuoco dopo che hanno perso la magia. È presente una grotta dove Innos si rivelò agli umani e con cui è possibile parlare tramite un suo reliquiario.

## Colonna Sonora
Lo sviluppo della colonna sonora è affidato a Kai Rosenkranz, che aveva già collaborato con JoWood per i primi due capitoli della saga.
Le melodie, molto ben studiate, spaziano fra motivi medievali ed etnici, mantenendo però un'accurata armonia.

## Addon
A fine 2008 è stato pubblicato in versione stand-alone un addon ufficiale intitolato Gothic 3: Forsaken Gods.
Sviluppato da una software house indiana (la Trine Games), l'addon si ricollega a uno dei tre finali di Gothic 3 (quello in cui l'Eroe senza nome e Xardas entrano in un portale interdimensionale che li conduce verso le Terre Sconosciute), fungendo così da tramite fra Gothic 3 e Arcania: Gothic 4.

## Patch ufficiali
All'uscita del gioco e per molto tempo a seguire Gothic 3 è stato criticato per la presenza di numerosi bug, sia di natura tecnica (problemi connessi alla grafica o al suono) sia legati agli eventi del gioco (come quest non completabili, abilità non accessibili). Le patch ufficiali portano il gioco alla versione 1.12, e, a causa della rottura dei rapporti fra gli sviluppatori e il distributore, nonostante la permanenza di vari problemi da correggere non ne sono state pubblicate altre.

## Patch dalla comunità
Visto che sia gli sviluppatori che il distributore avevano abbandonato il gioco e i clienti a loro stessi, la comunità degli appassionati di Gothic ha provveduto a realizzare una serie di patch non ufficiali, contenenti numerose correzioni ai vari problemi segnalati dai giocatori. L'ultima patch disponibile è la 1.75, accessibile tramite i forum dedicati alla saga. Essendo la somma di tutte le modifiche apportate rispetto al gioco originale, la patch "pesa" più di 2GB e apporta moltissime correzioni di bug, miglioramenti grafici e un rinnovato motore di IA che permette di avere da uno a tre nemici che combattono contemporaneamente contro l'eroe.

## Modifiche ed espansioni dalla comunità
Lo stesso team della Community Patch ha pubblicato un pacchetto denominato "Quest Packet", che comprende modifiche alle texture e soprattutto aggiunta di PNG e di missioni di cui 81 minori e 21 invece più importanti, che obbligano l'eroe a dover interagire con personaggi di più aree - a volte molto distanti tra loro - per poter essere completate.
I dialoghi nelle nuove missioni sono in tedesco (lingua madre della maggior parte delle persone che si occupano della patch) e per evitare confusioni tra inglese e tedesco, si è preferito mantenere unicamente quest'ultima lingua nella patch. Il pacchetto è stato reso disponibile con i sottotitoli in italiano il 3 agosto 2010..
La Comunità di sviluppatori sta lavorando su ulteriori modifiche per espandere la "Quest Packet" con l'introduzione di nuovi PNG e nuove missioni da compiere.
- Sono previste integrazioni prelevate da altri capitoli del gioco: alcuni personaggi da Gothic 2 e degli elementi architettonici da Forsaken gods.
- Verranno aggiunti dettagli narrativi per dare maggiore profondità alla trama, inizialmente giudicata troppo superficiale.
- Gothic 3 si discostava esteticamente dai suoi predecessori anche per i colori del mondo, molto più intensi e vivi rispetto a Gothic e Gothic 2, dove erano preminenti toni cupi e colori poco intensi, contribuendo a rendere una atmosfera "di guerra". La nuova espansione permetterà di scegliere tonalità cromatiche in linea con quelle "classiche".
- Per rendere omogeneo il finale di Gothic 3 con l'inizio di Forsaken gods, l'unico finale ammissibile sarà quello neutrale, dove l'eroe sceglie di allearsi con Xardas.
- Un'altra critica mossa a Gothic 3 era la sua totale "apertura": se da un lato questo permetteva la massima libertà di scelta tattico/strategica al giocatore, dall'altro lo lasciava "abbandonato" a sé stesso senza nessuna indicazione su come procedere. La nuova modifica renderà più lineare lo svolgimento del gioco, tramite la suddivisione dello stesso in capitoli (in numero di sei) come lo erano i precedenti Gothic e Gothic 2.

La distribuzione di questa ulteriore espansione tradotta in italiano è avvenuta nel giugno 2013.
Va notato che non essendoci disponibilità di tool di gestione del gioco a livello programmatorio, la maggior parte delle modifiche sono eseguite intervenendo direttamente a livello binario sui file contenenti le impostazioni del gioco: questo spiega perché è possibile eseguire modifiche su elementi già esistenti (cambiare l'aspetto dei PNG, le texture delle case, il colore della pelliccia di un animale, etc) o modificarne il numero (es: aggiungere nemici umani o animali), ma non è possibile introdurre elementi precedentemente assenti (es: nuovi animali come orsi nel Nordmar o cammelli nel Varant). La mancanza di specifici tool di gestione non permette di intervenire sulla geografia del mondo, impedendo la modifica di aree già esistenti (es: aggiungere/togliere una grotta) o introdurre nuove aree (es: isole, montagne, città ecc.)